# カプサンチン
カプサンチン（英語: Capsanthin）はキサントフィルの一種の天然の赤色染料である。欧州域内でのE番号はE160c(i)である。ピーマンの主なカロテノイドである。